# Itatiba
Itatiba est une ville brésilienne de l'État de São Paulo. Il fait partie de la région métropolitaine de Campinas. Il est situé au nord-ouest de la capitale de l’État, à environ quatre-vingts kilomètres. Sa population estimée par l'IBGE en 2024 était d'environ 126 403 habitants, et selon le recensement démographique de 2022, la population était de 121 590 habitants. La ville est connue sous le nom de "Princesse de la Colline" en raison de son terrain accidenté. Elle est également célèbre pour ses industries textiles, métallurgiques, chimiques et de technologie de pointe. Selon l'IBGE, en 2010, l'IDH est de 0,778, un niveau similaire à l'IDH du Brésil en 2023, qui est de 0,76.

## Histoire
Le peuplement d'Itatiba s'est probablement produit entre l'avant-dernier et le dernier quart du XVIIIe siècle, bien que l'on ne sache pas précisément en quelle année les premiers habitants sont arrivés sur place. Selon d'anciennes chroniques, certains fugitifs d'Atibaia et de Piracaia (anciennement Santo Antonio da Cachoeira) sont entrés dans les forêts de la municipalité actuelle, en descendant la rivière Atibaia. Découverts par des escortes venues de Piracaia et d'Atibaia, les fugitifs s'enfoncèrent encore plus profondément dans l'arrière-pays, créant une petite communauté.
La nouvelle de la découverte de nouvelles terres fertiles parvint bientôt à Atibaia et à Jundiaí, incitant de nouvelles familles à venir se consacrer à la plantation. Parmi les pionniers se trouvait le sergent de milice Antônio Rodrigues da Silva, qui avait apporté avec lui une image de Notre-Dame de Belém en l'honneur de laquelle il érigea, en 1814, une petite chapelle, dans l'actuel quartier de Cruzeiro.